# オカピ
オカピ（Okapia johnstoni）は、哺乳綱偶蹄目（鯨偶蹄目とする説もあり）キリン科オカピ属に分類される偶蹄類。オカピ属を形成する唯一の種。

## 分布
コンゴ民主共和国中部および北部・東部。ウガンダでは絶滅。

## 形態
体重200 - 300キログラム。尻と四肢に白っぽい横縞が入る。
頭胴長1.9-2.5 m、肩高1.5-2.0 m。体重はオスが約250㎏、メスが約300㎏。体型的にはウマに似ている。胴体は黒褐色からやや明るい茶色。四肢にはシマウマのような白と黒褐色の横縞模様があるのが特徴で、特に後脚に顕著である。これはオカピが生息する森林での保護色（カモフラージュ）の役目を果たすとともに、同種間での目印にもなっている。
出産直後の幼獣は体重14 - 30キログラム。オスには角（オシコーン）がある。成獣に比べて毛足が長く、短い鬣を持つ。
体型や毛皮の模様などからシマウマの仲間だと思われがちだが、いくつかの特徴からキリンの仲間であることがはっきりと分かる。キリンと同じ偶蹄目の動物の特徴として、2つに分かれた蹄を持っている。奇蹄目に属するシマウマは蹄が1つしかない。頭には毛皮に覆われた2本の角がある。青白く、耳まで届く長い舌を持っている。
またオカピはキリンの先祖に近い動物であることが分かっている。森林で暮らしていたオカピの仲間から草原に適応したものが現れ、現在のキリンの仲間に進化していったと考えられている。実際、キリンはオカピに比べて首が長く体も大きい。また、集団で生活するなど草原の生活によく適応している。
蹄が堅く、飼育下では獣医師が複数で応対し、全身麻酔をかけた上で、専門の削蹄師が伸びた蹄を削っている。

## 分類
ヘンリー・モートン・スタンリー (Henry M. Stanley) は1874 - 1877年のアフリカ大陸横断の際に原地の住民からロバのような生物がいるという情報を得て、それを当時ウガンダの総督であったHarry H. Johnstonに提供した。Johnstonは1899年にコンゴに入り足跡の発見や、原地の住民から毛皮の一部を入手した。この毛皮の一部がイギリスに送られ、疑問符をつけられながらもウマ属Equusの新種として発表された。Johnstonは1901年に頭骨や完全な毛皮の入手に成功し、後にキリン科に分類された。

## 生態
標高500 - 1,000メートルにある熱帯林に生息するが、標高1,450メートルの山地で発見された例もある。単独もしくはペアで生活する。オスの行動圏は10.5平方キロメートルに達することもあり、1日あたり4キロメートルを移動すると考えられている。
主に木の葉を食べる。天敵としてヒョウが挙げられる。
排卵周期は約2週間、妊娠期間は414 - 493日。1回に1頭の幼獣を産むが、2頭の幼獣を産んだ例もある。飼育下では通常30分ほどで、立ちはじめるようになる。母乳の栄養価は高く、幼獣は全吸収するため、生まれてから1～2か月は排便しない。授乳期間は約6か月だが、1年以上も授乳した例もある。生後3年で成熟する。飼育下ではオスは生後2年2か月、メスは生後1年7か月で繁殖した例がある。生後26年のメスが、繁殖に成功した例もある。飼育下の寿命は15 - 20年で、推定で33年という長期生存例もある。
野生では単独か親子で生活している。長い舌を伸ばして木の葉や草をちぎって食べる。
人が聞こえる鳴き声を持たず、低周波を使用してコミュニケーションをとっている。

## 人間との関係
森林伐採や宅地・鉱山開発による生息地の破壊、食用や皮革用の狩猟などにより生息数は減少している。本種の分布域に武装勢力が存在し保護活動の妨げとなっているだけでなく、保護区内での違法な伐採・採掘・密猟などを行っているという問題がある。2012年にOkapi Wildlife Reserveを武装勢力が襲撃し、14頭の本種と7人が殺され、機材が略奪されるという事件が発生している。このプロジェクトは継続し、生息域だけでなく地域の女性就業支援や子どもの就学奨学金を提供する等、生活水準向上を通じての包括的な取り組みが行われている。コンゴ民主共和国では、法的に保護の対象とされている。

オカピの繁殖に世界で初めて成功したのはドイツのフランクフルト動物園である。日本には1999年に初めて動物園に導入された。